# Ninmah
Ninmah, diosa madre sumeria, su nombre es una temprana sincretización de Ninhursaga (Véase Ninhursag). Participó en el mito de la creación de los humanos junto a Enki y a Nammu.

## Mito de Enki y Ninmah
En tiempos remotos, en los que el cielo y la tierra fueron creados, los dioses mayores (o superiores), hacían que los dioses menores (o inferiores), trabajaran duro dragando canales, cavando zanjas y llevando pesadas cestas. En aquellos tiempos de gran sabiduría, un día, el gran dios Enki arquitecto y creador de formas, ayudado por Nammu y Ninmah, creó el género humano. Se celebró un gran banquete para festejar, y durante la celebración, Ninmah desafió a Enki a una competencia de creación, aduciendo que ella también podía crear humanos y darles destinos buenos o malos, a lo que Enki dice, que él balanceará cualquier destino. Ninmah crea seis criaturas con serias deficiencias, y Enki equilibra sus deficiencias, para que puedan obtener su pan de cada día. Entonces, Enki dice a Ninmah "Ahora yo, voy a crear una forma y Ud balanceará su destino". Pero Ninmah, habla a la forma que Enki crea y esta no contesta, intenta darle de comer, pero esta no puede comer, Ninmah dice a Enki "No puedo balancear su destino, porque esta criatura no está ni viva ni muerte, no se puede sostener a sí misma". A lo que Enki respondió, yo pude decretar un destino para cada una de las seis criaturas con las que Ud me retó, pero Ud no pudo decretar un destino para mi criatura (Véase Enki y Ninmah).